# Stenostephanus lasiostachyus
Stenostephanus lasiostachyus är en akantusväxtart som beskrevs av Christian Gottfried Daniel Nees von Esenbeck. Stenostephanus lasiostachyus ingår i släktet Stenostephanus och familjen akantusväxter. Inga underarter finns listade i Catalogue of Life.